# 드링킹소년소녀합창단
드링킹소년소녀합창단(Drinking Boys and Girls Choir, DBGC)은 대한민국 대구광역시를 중심으로 활동하는 펑크 록밴드이다. 장르는 펑크 록, 스케이트 펑크, 멜로딕 하드코어. 밴드명은 밴드 멤버들의 음주에 대한 사랑, 어려보이는 외모, 모든 멤버들이 노래에 참여한다는 것 그리고 남성과 여성 멤버가 모두 있다는 것을 반영해 지어진 이름이다.

## 활동
2007년, 배미나와 김명진은 각자의 밴드에서 활동하면서 대구 씬에서 서로를 알게 된다. 그러다 2009년, 둘은 치킨마요 ABC라는 걸 펑크 밴드를 만들고 서울로 가게 되지만, 결국은 대구로 돌아오게 된다.
2017년, 명진의 교통사고로 인하여 드링킹소년소녀합창단은 긴 휴식기를 갖게 된다. 휴식기 동안, 멤버들은 첫 정규 앨범 작업에 매진하고, 2018년 2월 정규 앨범 'Keep Drinking'을 발매한다.
대중에게 많이 알려진 곡들은 <National Police Shit>, <I'm a Fucking McDonald's>, <적색편이> 등이 있다.
2019년, 서본두가 밴드에서 탈퇴하였다.
2021년 7월 21일, 두번째 정규 앨범 'Marriage License'를 발매했다. 2021년 2월 한정훈이 밴드에 들어온 후 1년여 활동하였다.
2022년 10월 29일 싱가포르에서 열린 베이비츠 페스티벌 공연을 마지막으로 한정훈은 돌연 탈퇴를 한듯 하다. 이후 공개 모집을 통해 스코트랜드에서 온 기타리스트 메건이 새로운 멤버로 영입되었다.

## 멤버
- 배미나(Meena Bae) - 베이스, 보컬 (2012-현재)
- 김명진(Myeongjin Kim) - 드럼, 보컬 (2012-현재)
- 메간 (Megan Nisbet) - 기타, 보컬

```
(2023-현재)
```

### 전 멤버
- 한정훈(Junghoon Han) - 기타, 보컬 (2021-2022)
- 서본두(Bondu Seo) - 기타, 보컬 (2012-2019)
- 박소연(Soyeon Park) - 기타, 보컬(2012-2015)

## 음반 목록

### 정규음반
1. Keep Drinking (2018)
2. Marriage License (2021)

### 싱글/EP
- 우리는, (2015)
- BIG NINE, Let's Go (2019)
- OK, Bye / Start Again (2020)
- Linda Linda (2020)
- 고백할거야 (2021)
- Odoby (2021)
- 사적인 복수 (2021)

### 컴필레이션 앨범
- 클럽 헤비 20주년 기념 앨범 (2016)
- GBN Golden Hits (2020)
- Everyday James (2020)
- 온스테이지 10주년 - Only ONSTAGE : 2 (2020)
- We, Do It Together (2020)

### OST
- 영화 - 파도를 걷는 소년 OST - Oh! My California (2019)
- 영화 - 고백할거야 OST (2021)
- 광고 - Expedia Spain - LinaLinda(일본어버전)

## 주요 페스티벌 참가 이력

### 국외
- 2019 South by Southwest(SXSW) Festival (USA)
- 2019 Liverpool Sound City Festival (UK)
- 2019 The Great Escape Festival (UK)
- 2019 Canada Indie Week (Canada)
- 2021 South by Southwest(SXSW) Festival (USA)
- 2021 Wales Goes Pop! Festival (UK)
- 2021 Clockenflap Festival (HK)
- 2021 Focus Wales (UK)
- 2021 M for Montreal (Canada)
- 2022 Baybeats (Singapore)
- 2023 Unlimited Freedom Festival (Taiwan)

### 국내
- 2019 Busan International Rock Festival (Busan, Korea)
- 2019 Incheon Pentaport Rock Festival (Incheon, Korea)
- 2019 Zandari Festa (Seoul, Korea)
- 2020 Zandari Festa (Seoul, Korea)
- 2021 Big Day South Audio Visual Festival (Daegu, Korea)
- 2021 Zandari Festa (Seoul, Korea)
- 2022 Incheon Pentaport Rock Festival (Incheon, Korea)
- 2023 Block Party (Seoul, Korea)
- 2023 Sejong Bohemian Rock Festival (Sejong, Korea)

## 투어활동

### 국외
- 2018. 08. 22. ~ 2018. 08. 26. Indonesia Tour : SNK X DBGC Professional Goofball Tour (Indonesia)
- 2019. 04. 29. ~ 2019. 05. 04. Goldenweek Tour (w/ Otoboke Beaver & Say Sue Me) (UK)
- 2019. 05. 05. ~ 2019. 05. 11. DBGC UK Tour (UK)
- 2019. 11. 13. ~ 2019. 11. 16. Canada Indie Week Tour (Canada)
- 2020. 02. 13. ~ 2020. 02. 23. YAMETATTA Euro Tour 2020 (w/ Otoboke Beaver) (NL/UK)
- 2022. 09. 03 ~ 2022. 09. 04 DBGC Japan Tour
- 2023. 05. 02 ~ 2023. 05. 11. Super Champon Tour (w/ Otoboke Beaver) (UK/IR)
- 2023. 10.28 ~ 2023. 10. 29 DBGC Taiwan Tour

### 국내
- 2019. 11. 22. ~ 2019. 11. 24. OK, Bye Tour(Daegu~Gwangju~Seoul)
- 2021. 04. 16. ~ 2021. 04. 17. 데x빌x킹 미니투어(Daegu~Busan)
- 2021. 06. 18. ~ 2021. 06. 19. Oh! Drinking! 미니투어(Daegu~Busan)
- 2021. 07. 24. & 2021. 08. 07. 정규 2집 Marriage License 발매기념 단독공연(Seoul~Daegu)
- 2023. 06. 10. & 2023. 06. 17. 프라이드 먼스 (Pride Month) 투어(Seoul~Busan)
- 2023. 09. 29. & 2023. 09. 30. SNK x DBGC Korea Tour (Daegu~Busan)(Cancelled)